# آییا واروارا
شهر آییا واروارا در استان آتیک در کشور یونان واقع شده‌است که دارای جمعیت ۳۱٬۵۴۰ نفر می‌باشد.